# 福岡教育大学附属福岡小学校
福岡教育大学附属福岡小学校（ふくおかきょういくだいがくふぞくふくおかしょうがっこう、英語: Fukuoka Elementary School Attached to Fukuoka University of Education）は、福岡県福岡市中央区西公園にある国立小学校。国立大学法人福岡教育大学の附属学校である。略称は「附属」。

## 概要
歴史
1875年（明治8年）に開校した「福岡県教員伝習所附属小学校」を前身とする。数回の改称を経て、2004年（平成16年）に現校名となった。2010年（平成22年）に創立135周年を迎えた。また、2016年（平成28年）に創立140周年を迎え、その際に福岡教育大学の略称が変わったことを受けて校章が変更された。
特色・特徴
福岡教育大学の附属校として、教育研究と教育実習の場となっている。また、国の研究機関として研究授業などを行なっている。児童数は約500名。35名（2012年から各クラス35名）のクラスが各学年に2クラスと、特別支援学級のふじ組（1・2年生）、さくら組（3・4年生）、うめ組（5・6年生）がある。更に3年生以上には帰国子女学級も設けている。
校訓
「深固」
校章
2016年に140周年を迎え、校章のデザインが変わった。銀色を背景に白色の桜が描かれており、校章の周りには 深固 140th の文字と学校名が英語で書かれている。なお前の校章とは異なり、桜の中央に附小の文字がない。
校歌
歌詞は3番まであり、各番とも「ああ 附属 附属 福岡小学校」で終わる。

進学先
多くの生徒が同じ敷地内にある福岡教育大学附属福岡中学校(以下、附属福岡中)に進学するが、それ以外の生徒は外部受験をし、毎年久留米大学附設中学校やラ・サール中学校、福岡大学附属大濠中学校などの有名私立中に進学する。
学校組織・カリキュラム
担任がすべての科目を進めるのではなく、科目ごとによって教師が変わる。
文部科学省の許可の元、全学年で義務教育課程の範囲を超えた研究授業が行われている 。
制服
- 男子 - 冬服は黒の詰襟に黒の半ズボン。夏服は白の開襟シャツにグレーの半ズボン。
- 女子 - 冬服は黒のセーラー服に黒のスカートと臙脂色のスカーフ。夏服は白地に水色の半袖のセーラー服に水色のスカート。
- 合服 - 男子は白のカッターシャツに冬服のズボン。女子は白のブラウスに黒の吊りスカート。スカーフはない。
- 男女とも靴下は白である。

通学
- 白コース - 校門から出て直進し、唐人町方面に向かうルート。主に福岡市営地下鉄を利用する児童が使う。
- 桃コース - 校門から出て左折し、大濠公園方面に向かうルート。主に西鉄バスを利用する児童が使う。
- 青コース -校門から出て右折し、伊崎方面に向かうルート。主に西鉄バスを利用する児童が使う。

## 沿革
- 1875年（明治8年）5月28日 - 「福岡県教員伝習所附属小学校」として発足。
- 1876年（明治9年）7月26日 - 「福岡師範学校附属小学校」と改称。
- 1886年（明治19年）9月 - 「福岡県尋常師範学校附属小学校」と改称。
- 1898年（明治31年）4月1日 - 「福岡県師範学校附属小学校」と改称。
- 1908年（明治41年）4月 - 「福岡県福岡師範学校附属小学校」と改称。
- 1941年（昭和16年）4月1日 - 国民学校令により、「福岡県福岡師範学校附属国民学校」と改称。
- 1943年（昭和18年）4月1日 -「福岡第一師範学校男子部附属国民学校・女子部附属国民学校」となる。
- 1947年（昭和22年）
  - 4月1日 - 学制改革（六・三制の実施）
    - 旧・附属国民学校初等科（6ヶ年）が改組され、「福岡第一師範学校男子部附属小学校・女子部附属小学校」が発足。
    - 旧・附属国民学校高等科（2ヶ年）が改組され、福岡第一師範学校男子部附属中学校・女子部附属中学校（新制中学校）が発足。

  - 10月 - 男子部と女子部が統合され、「福岡第一師範学校附属小学校」となる。
- 1949年（昭和24年）5月31日 - 新制大学福岡学芸大学の発足に伴い、「福岡学芸大学福岡第一師範学校附属小学校」に改称。
- 1951年（昭和26年）5月28日 - 同年3月の福岡第一師範学校の廃止に伴い、「福岡学芸大学附属福岡小学校」と改称。
- 1966年（昭和41年）4月1日 - 「福岡教育大学教育学部附属福岡小学校」に改称。
- 1970年（昭和45年）5月12日 - 特殊学級（現・特別支援学級）「ふじ組」（低学年）を設置。
- 1971年（昭和46年）4月1日 - 特殊学級（現・特別支援学級）「さくら組」（中学年）を設置。
- 1972年（昭和47年）4月1日 - 特殊学級（現・特別支援学級）「うめ組」（高学年）を設置。
- 1981年（昭和56年）4月1日 - 帰国子女学級を設置。
- 2004年（平成16年）4月1日 - 国立大学法人化に伴い、「福岡教育大学附属福岡小学校」（現校名）と改称。
- 2016年（平成28年）3月3日 - 特別支援学級棟改修工事を施工。

## 行事
3学期制となっている。
1学期
- 4月

- 入学式-6年生も参加する。
- 歓迎遠足

新入生を歓迎するために行われる遠足。舞鶴公園や西公園等で行われる。6年生は担当した1年生と行動を共にしなければならない。その1年生と6年生とは、その後縦割り掃除のときなど一緒に活動することが増える。
- 藤見学芸会

5月ごろに行われる学芸会。内容は大きく分けて音楽と劇に分かれる。音楽の場合は歌、器楽のどちらかまたはその両方を選び、劇の場合は基本的に劇となっていれば自由。制限時間はおよそ20分。基本的には学年ごとに演技をするが、たまにクラス単位で演技することもある。1年生は音楽、6年生は劇のほうをする。演技と演技の間には、生徒たちの希望による幕間が行われる。幕間に登場する人数は1人から可能。幕間に登場するには、オーディションに受からなければならない。1年生はまだ入学したてなので、かなり忙しいスケジュールとなる。ちなみに「藤見」は以前は学校の藤棚の下で行なっていたことからである。
- 5月

- 授業づくりセミナー

3月の研究発表会とほぼ同じだが、研究授業ではなく教科書の内容での授業発表を行う。
- 6月

- 相撲、綱引き大会

授業と並行して行われる。相撲は本物のまわしをつけて行う。まず学年対抗の試合が行われ、以前は4年生以上になると、三人抜きという競技もその後あわせて行われていたが、廃止された。以前は女子は応援だけだったが、女子は学年対抗の綱引きを行うように変わった。　　　
2学期
- 9月

- 夏休み自由研究発表会

夏休みに各自で行った自由研究を発表する。各クラスごとに金賞・銀賞・銅賞があり、賞を受賞した作品は体育館に飾られ、それ以外は教室に展示される。優秀者（学年1名）は来年、1年生に向けたスピーチをする。
- 月見学芸会

秋に行われる学芸会。ほぼ藤見学芸会と同じだが、藤見学芸会のときに音楽を選んだクラスは劇、劇を選んだクラスは音楽を披露しなくてはならない。6年生は音楽を披露し、それを2月の教育研究発表会でも披露する。また、始まる時刻が藤見学芸会より遅いので、帰るときは暗くなっており文字通り月見である。
- 10月

- あらつ大運動会

赤組と白組に分かれて、徒競走や障害物競走などの種目を行い、総合得点を競う。また、中盤では全学年の児童が二本ずつ撥を持って踊る、附属音頭がある。
- 11月

- あらつフェスタ

高校でいう文化祭のようなもので、学年ごとにテーマが決まっており、それぞれの学年で児童が発表などを行う。また、PTAや同窓会によるバザーや出店もあり、地域住民も多く参加する。
- 12月

- 遠行会

西部運動公園まで20km（5・6年生）を歩いていく。雨天決行。1〜4年生は唐人町〜室見まで福岡市営地下鉄を利用するため少々距離が違う。大抵雪やみぞれの中を歩くこととなる。
- 持久走大会

1年生から6年生、男子と女子で別々に走る。種目は1年生の800mから6年生男子の2,000mまである。かつては平和台陸上競技場で行っていたが現在は校庭で行っている。
3学期
- 3月

- 教育研究発表会

学校で行われている研究授業の発表会で、生徒と先生が日本全国から来校する学校の2000人以上の先生の前で実際に授業を行う。
- 茶話会

6年生が、お世話になった先生方とお茶やお菓子を食べながら話すところ。
- 卒業式

3年生以上が参加する。卒業式終盤には約15分の間在校生、卒業生、教師達が交代で卒業式の歌を歌う。
- 修了式

1年生から5年生が参加し、体育館で代表生徒に修了書が授与される。

## 交通アクセス
最寄りの鉄道駅
- 福岡市営地下鉄 空港線 「唐人町駅」、「大濠公園駅」より徒歩10分

最寄りのバス停
- 西鉄バス 「伊崎」バス停より徒歩5分、「大濠公園」バス停より徒歩10分、「荒戸二丁目」バス停より徒歩3分

最寄りの道路
- 福岡高速環状線 「西公園出入口」

## 周辺
- 西公園
- 福岡教育大学附属福岡中学校
- 福岡大学附属若葉高等学校
- 福岡市立福浜小学校
- 福岡市立当仁小学校
- 福岡市立当仁中学校
- 西日本短期大学
- 福岡市立こども病院感染症センター
- 福岡市立中央市民プール

## 著名な出身者
- 大島襄二 - 文化地理学者
- 中野正剛 - 衆院議員
- 外尾悦郎 - サグラダファミリア主任彫刻家
- 山部善次郎 - ロック歌手
- 荒川豊 - 九州大学教授

## 不祥事・事件
- 1968年3月、前年に行われた大規模な不正入学事件が表面化。福岡県警察捜査二課は同年3月10日までに教諭4人を父母から現金や金品を受け取った疑いでにより逮捕[1]。金品を送った父母ら42人以上も取り調べを受け[2]、多数が書類送検された。